# Стенчешть (Прахова)
Стенчешть, Стенчешті (рум. Stăncești) — село у повіті Прахова в Румунії. Входить до складу комуни Тиргшору-Векі.
Село розташоване на відстані 48 км на північ від Бухареста, 13 км на південний захід від Плоєшті, 92 км на південь від Брашова.

## Населення
За даними перепису населення 2002 року у селі проживали 844 особи, усі — румуни. Усі жителі села рідною мовою назвали румунську.